# Michael Milde

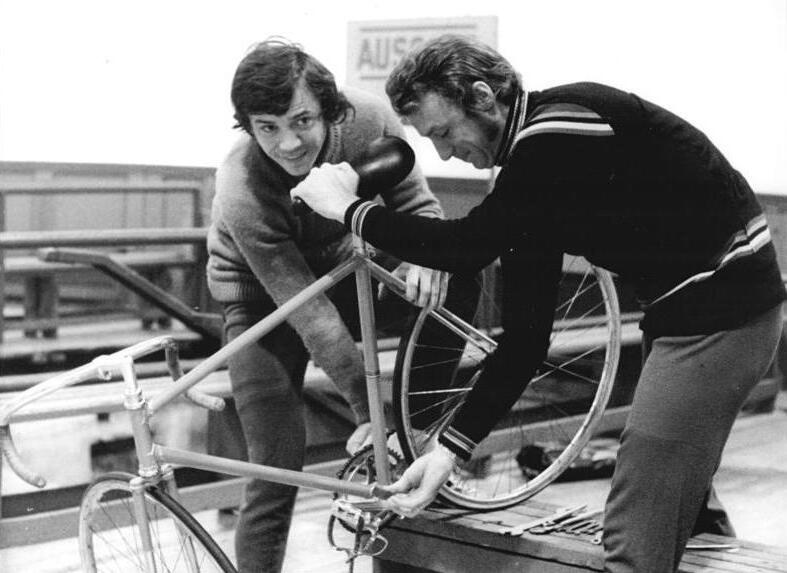
Michael Milde (links) mit Thomas Huschke in 1975

Michael Milde (* 8. Juni 1948 in Forst (Lausitz)) ist ein ehemaliger deutscher Radrennfahrer, erfolgreich in den 1970er Jahren in der DDR.

## Sportliche Laufbahn

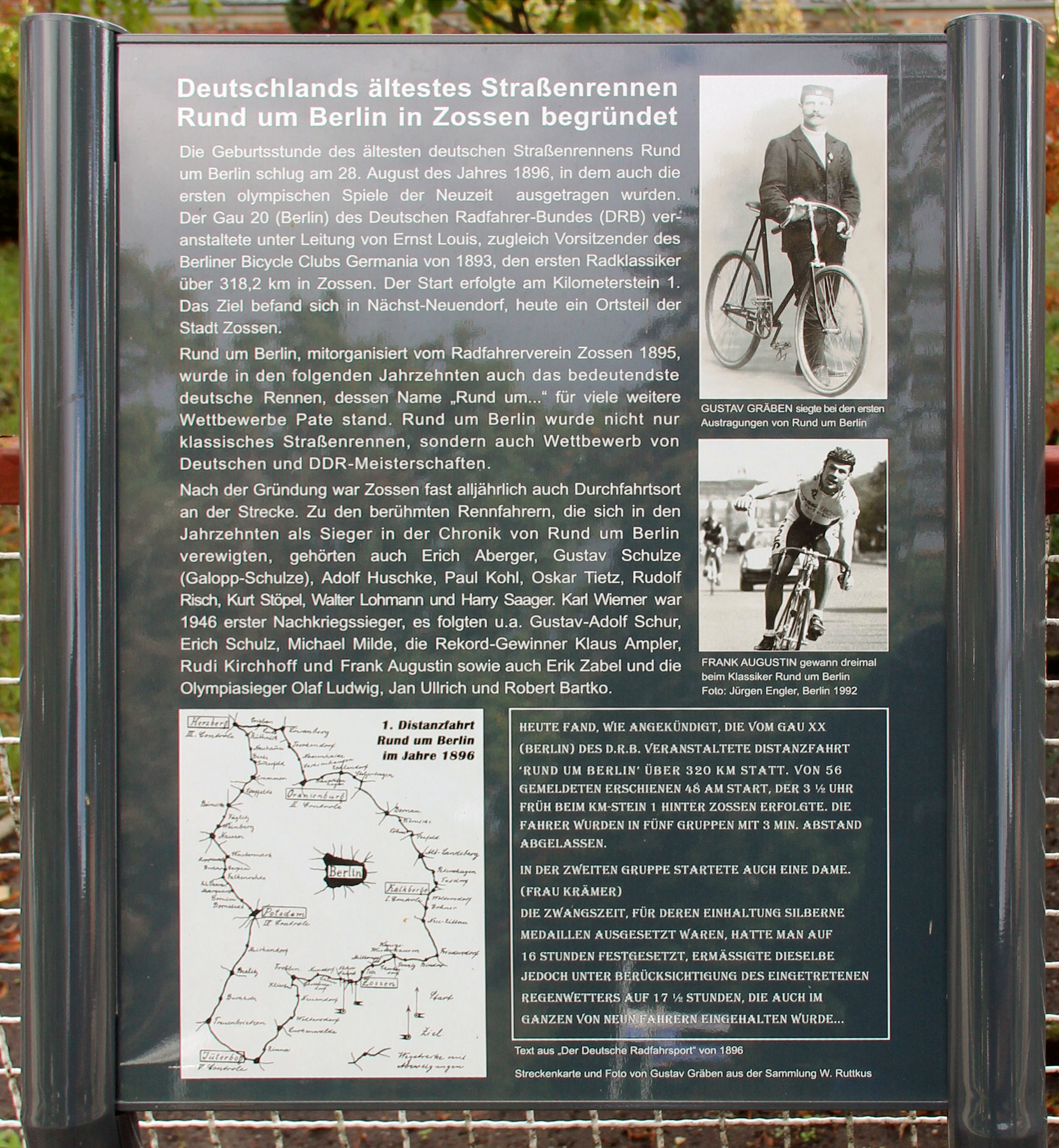
Gedenktafel für Deutschlands ältestes Straßenrennen in Zossen

Milde gehörte in seiner Zeit als Leistungssportler dem Club TSC Berlin an, mit dem Radsport begonnen hatte er bei den Gemeinschaften Lok Forst und später Dynamo Forst, wo er bei dem bekannten Cottbuser Radsportorganisator Otto Friedrich trainierte. Milde war bereits im Jugendbereich mehrfacher DDR-Meister, u. a. 1966 mit Werner Otto auf dem Tandem.
Er war spurtstark und einer der talentiertesten Bahnfahrer der DDR. Gerade in die Männerklasse gekommen, konnte er schon 1968 den zweiten und 1969 den ersten Platz bei der DDR-Meisterschaft in der Mannschaftsverfolgung mit dem TSC Berlin (mit Uwe Unterwalder, Wolfgang Schmelzer und Thomas Huschke) erringen. 1970 und 1973 reichte es wieder „nur“ zum Vizetitel. Im Frühjahr 1970 gewann er das Eintagesrennen Berlin–Bad Freienwalde–Berlin.
1971 gelangen ihm bei Straßenrennen Siege in der Woche des internationalen Radsports der DDR, beim Klassiker Rund um Berlin und auf der 1. Etappe der DDR-Rundfahrt, die er als 8. der Gesamtwertung abschloss. So nominierte man ihn für die Internationale Friedensfahrt 1972, wo es ihm gelang, drei Etappen hintereinander zu gewinnen. Im weiteren Verlauf des Rennens stürzte Milde auf der 11. Etappe in Bielsko-Biała, nachdem „begeisterte“ Zuschauer die Strecke so eng gemacht hatten, dass die Fahrer nicht mehr passieren konnten. Er musste das Rennen verletzt aufgeben.
Milde wurde für die Olympischen Sommerspiele 1972 in München nominiert, konnte jedoch durch eine Erkrankung nicht an den Start gehen.
1972 wurde Milde nicht für die Internationale Friedensfahrt 1973 aufgestellt, konnte aber im selben Jahr Achter der DDR-Rundfahrt mit einem Etappensieg und zwei zweiten Plätzen werden. 1974 glänzte er wiederholt bei der Friedensfahrt durch einen Etappensieg und zwei zweite Etappenränge. Bei der DDR-Rundfahrt 1974 holte er zwei Etappensiege und den 4. Platz in der Gesamtwertung, während er 1975 den 6. Platz erreichte und zweimal Etappenzweiter wurde. 1975 bestritt er letztmals die Friedensfahrt und wurde erneut Etappensieger. Im Tribüne Bergpreis 1975 wurde er Zweiter. Milde konnte in seiner Laufbahn als Radsportler ein Etappenrennen gewinnen; 1974 siegte er in Algerien beim Grand Prix L’Reine des Zibane über vier Etappen.
Bei der DDR-Meisterschaft im Zweier-Mannschaftsfahren auf der Bahn gewann er 1975 die Bronzemedaille als Dritter mit Klaus-Jürgen Grünke und ein Jahr später die DDR-Meisterschaften im Punktefahren und in der Mannschaftsverfolgung mit dem TSC Berlin. Zum Ende seiner Laufbahn startete Milde auch erfolgreich bei Steherrennen. So konnte er 1975 und 1976 die Internationale Stehermeisterschaft von Berlin in der Werner-Seelenbinder-Halle gewinnen.
Nach der Nichtnominierung für die Olympischen Sommerspiele 1976 in Montreal zog er sich vom aktiven Radsport zurück.

## Berufliches
Michael Milde absolvierte eine Ausbildung zum Maschinenschlosser, war später auch als Gerätemechaniker tätig.

## Familiäres
Michael Milde ist der Stiefbruder von Siegfried Köhler, der ihn auch zeitweise trainierte.